# 1906 Naef
Naef (asteróide 1906) é um asteróide da cintura principal, a 2,0522277 UA. Possui uma excentricidade de 0,1352865 e um período orbital de 1 335,42 dias (3,66 anos).
Naef tem uma velocidade orbital média de 19,33374969 km/s e uma inclinação de 6,47192º.
Esse asteróide foi descoberto em 5 de Setembro de 1972 por Paul Wild.